# یواس‌اس جی. بی. واکر (آی‌دی-۱۲۷۲)
یواس‌اس جی. بی. واکر (آی‌دی-۱۲۷۲) (به انگلیسی: USS J. B. Walker (ID-1272)) یک کشتی بود که طول آن 247' بود. این کشتی در سال ۱۸۷۹ ساخته شد.